# Empis decorella
Empis decorella är en tvåvingeart som beskrevs av Chvala 1981. Empis decorella ingår i släktet Empis och familjen dansflugor.
Artens utbredningsområde är Spanien. Inga underarter finns listade i Catalogue of Life.